# Listy kardynałów protektorów Koron
Listy kardynałów protektorów Koron (monarchii katolickich).

## Kardynałowie protektorzy Koron do 1425
Instytucja oficjalnego protektoratu kardynalskiego nad monarchiami katolickimi pojawiła się mniej więcej w połowie XIV wieku, jednak papież Marcin V zakazał jej w 1425 i do 1485 nie była ona uznawana przez Stolicę Apostolską. W tym początkowym okresie ci kardynałowie, jak się zdaje, funkcjonowali jako protektorzy nie tyle państw, co konkretnych władców. Wśród nich byli:
- Guillaume de la Jugié (zm. 1374), protektor króla Węgier Ludwika I (ok. 1365–1374)
- Pierre Roger de Beaufort, protektor (promotor) królowej Neapolu Joanny (1365–1370, następnie papież Grzegorz XI 1370–1378)
- Branda Castiglione (zm. 1443), protektor króla Polski Władysława Jagiełły (1421–1425?)

## Kardynałowie protektorzy Koron w XVI-XVII wieku
Począwszy od 1485 Stolica Apostolska zaczęła ponownie uznawać kardynałów protektorów monarchii katolickich. W ciągu następnych 30-40 lat wszystkie znaczące państwa katolickie zyskały swoich protektorów w Kurii Rzymskiej.

### Protektoraty cesarskie
Dwór cesarski w Wiedniu miał prawo wyznaczania aż dwóch protektorów: jednego dla Rzeszy Niemieckiej jako całości, a drugiego dla dziedzicznych krajów Habsburgów austriackich. W praktyce jednak często (od 1682 zawsze) oba te urzędy były sprawowane przez tę samą osobę.
W XVII wieku protektorzy Rzeszy Niemieckiej i Austrii z reguły byli także protektorami Hiszpanii (Kastylii i/lub Aragonii).

#### Protektorzy Rzeszy Niemieckiej
1517–1539: Lorenzo Campeggio
1540: Pedro Manriquez
?–1550: Innocenzo Cibo
1550–1557: Juan Álvarez de Toledo
1557–1573: Otto Truchsess von Waldburg
1573–1600: Ludovico Madruzzo
1603–1611: Ottavio Paravicini
1611–1633: Scipione Caffarelli-Borghese
1634–1636: Franz von Dietrichstein
1636–1642: Maurizio di Savoia
1644: Giulio Savelli
1644–1666: Girolamo Colonna
1666–1682: Friedrich von Hessen-Darmstadt
1682–1689: Carlo Pio di Savoia
1689–1702: Francesco Maria de’ Medici

#### Protektorzy Austrii
1526–1531: Lorenzo Pucci
1532–?: Giovanni Salviati
?–1542: Girolamo Aleander
1542–1555: Marcello Cervini
1555–1580: Giovanni Girolamo Morone
1580–1600: Andreas von Österreich
1603–1634: Franz von Dietrichstein
1635–1638: Ippolito Aldobrandini
1638–1642: Maurizio di Savoia
?–1667: Ernst Adalbert von Harrach
1673–1689: Carlo Pio di Savoia
1689–1702: Francesco Maria de’ Medici

### Protektorzy królestw Węgier i Czech (za Jagiellonów)
1507–1511: Pietro Isvalies, protektor Czech i Węgier
1518–1523: Giulio de Medici, protektor Węgier

### Protektorzy monarchii hiszpańskiej
Królowie Hiszpanii z dynastii Habsburgów wyznaczali oddzielnych protektorów dla poszczególnych części składowych swojego imperium: Kastylii (wraz z Indiami Zachodnimi), Aragonii (wraz z Sycylią i Sardynią) i wicekrólestwa Neapolu, a okresowo także dla Sycylii, Flandrii i Portugalii. Teoretycznie król Hiszpanii mógł więc mieć aż 5 lub 6 protektorów, w praktyce jednak często protektoraty te łączono w rękach mniejszej liczby kardynałów, na przykład w latach 1626–1634 kardynał Francesco Barberini był jednocześnie protektorem Aragonii i Portugalii. Ponadto te uważane za mniej ważne pozostawały niekiedy nieobsadzone przez kilka lat. Faktycznym reprezentantem interesów politycznych króla był na ogół jedynie protektor Kastylii, podczas gdy pozostali zajmowali się jedynie sprawami beneficjów kościelnych na obszarach ich „protektoratów” i nawet nie zawsze byli wiernymi zwolennikami króla.
W XVII wieku hiszpańscy protektorzy często byli także protektorami cesarskimi.

#### Protektorzy Kastylii
1516–1518: Francisco de Remolins
?–1532: Pompeo Colonna
1532–1534: Andrea della Valle
1534–1563: Ercole Gonzaga
1563–1566: Francesco Gonzaga
1566–1574: Francisco Pacheco de Toledo
1574–1581: Alessandro Sforza
1582–1588: Ferdinando de’ Medici
1588–1592: Juan Hurtado Mendoza
1592–1600: Pedro de Deza
1600–1606: Francisco de Ávila
1606–1635: Antonio Zapata y Cisneros
1635–1666: Carlo de’ Medici
1666–1672: Friedrich von Hessen Darmstadt
1672–1677: Luis Manuel Portocarrero
1677–1689: Carlo Pio di Savoia
1689–1702: Francesco Maria de’ Medici

#### Protektorzy Aragonii
?–1542: Alessandro Cesarini
1542–1589: Alessandro Farnese
1589–1592: Pedro de Deza
1592–1626: Odoardo Farnese
1626–1634: Francesco Barberini
1635–1641: Carlo Emmanuele Pio
1644–1666: Girolamo Colonna
1666–1682: Friedrich von Hessen-Darmstadt
1682–1689: Carlo Pio di Savoia
1689–1702: Francesco Maria de’Medici

#### Protektorzy Sycylii
W latach 1634–1687 dla Sycylii mianowano oddzielnych protektorów (wcześniej podlegała ona protektorom Aragonii)
1634–1642: Luigi Caetani
1645–1656: Pier Donato Cesi
1664–1687: Lorenzo Raggi

#### Protektorzy królestwa Neapolu
1556–1564: Guido Ascanio Sforza
1566–1574: Alessandro Sforza
1574–1603: Alfonso Gesualdo
1605–1608: Ascanio Colonna
1608–1642: Girolamo Doria
1644–1650: Gaspare Mattei
1657–1663: Camillo Astalli-Pamphili
1664–1676: Federico Sforza
1677–1689: Carlo Pio di Savoia
1689–1692: Francesco Maria de Medici
1692–1699: José Sáenz de Aguirre

#### Protektorzy Flandrii
1561–1572: Carlo Borromeo
1573–1597: Marcantonio Colonna
1597–1608: Ascanio Colonna
1608–1633: Scipione Caffarelli-Borghese
1633–1642: Pietro Maria Borghese
1645?–1666: Carlo de’ Medici
1666?–1682: Friedrich von Hessen Darmstadt
1682–1689: Carlo Pio di Savoia
1689–1702: Francesco Maria de’ Medici

#### Protektorzy Portugalii z okresu okupacji hiszpańskiej
1591–1603: Alfonso Gesualdo
1607–1626: Odoardo Farnese
1626–1634: Francesco Barberini
1635–1638: Ippolito Aldobrandini

### Protektorzy królestwa Francji
1485–1491: Jean Balue
?–1516: Federico di Sanseverino
1516–1523: Giulio de Medici
1524–1548: Agostino Trivulzio
1548–1572: Ippolito d’Este
1573–1586: Ludovico d’Este
1587–1615: Francois de Joyeuse
1616–1620: Alessandro Orsini
1621–1636: Maurizio di Savoia
1636–1644: Antonio Barberini
1645–1672: Rinaldo d’Este
1672–1676: Virginio Orsini
1676–1702: César d’Estrées

### Protektorzy królestwa Portugalii
Poniższa lista nie obejmuje protektorów mianowanych przez królów Hiszpanii w okresie hiszpańskiej okupacji (zob. wyżej):
1515–1531: Lorenzo Pucci
1533–1544: Antonio Pucci
1545–1564: Guido Ascanio Sforza
1565–1572: Carlo Borromeo
1573–1589: Alessandro Farnese
1652–1676: Virginio Orsini
1676–1714: César d’Estrées

### Protektorzy królestwa Polski
1505–1511: Pietro Isvalies
1511–1523: Achille Grassi
1523–1531: Lorenzo Pucci
1532–1544: Antonio Pucci
1544–1589: Alessandro Farnese
1589–1623: Alessandro Peretti de Montalto
1623–1642: Cosimo de Torres
1642–1644: Giulio Savelli
1644–1650: Gaspare Mattei
1650–1676: Virginio Orsini
1676–1681: Pietro Vidoni
1681–1704: Carlo Barberini
W I połowie XVII wieku król Polski Zygmunt III Waza, wysuwający pretensje do tronu szwedzkiego, wyznaczał także „protektorów królestwa Szwecji”. Byli nimi kolejno Odoardo Farnese (1601-1626) i Lorenzo Magalotti (1626-1637).

### Protektorzy księstwa Sabaudii
1507: Antoniotto Pallavicini
?–1537: Paolo Emilio Cesi
1586–1598: Michele Bonelli
1598–1621: Pietro Aldobrandini
1621–1632: Ludovico Ludovisi
1633–1671: Antonio Barberini
1671–1704: Carlo Barberini

### Protektorzy królestwa Anglii przed reformacją (do 1534)
1492–1503: Francesco Piccolomini
1504–1508: Galeotto Franciotti della Rovere
1509–1510: Francesco Alidosi
1510 – ?: Sisto Gara della Rovere (?)
1514–1523: Giulio de Medici
1524–1531: Lorenzo Campeggio
Począwszy od 1555 ponownie zaczęto wyznaczać „protektorów królestwa Anglii”, jednakże byli oni mianowani przez papieży i nie mieli żadnych związków politycznych z monarchią angielską.

### Protektorzy królestwa Szkocji przed reformacją (do 1560)
1504–1507: Antoniotto Pallavicini
1514–1532: Pietro Accolti
1532–1538: Benedetto Accolti
1538–1549: Rodolfo Pio di Carpi
1550–1553: Giovanni Domenico de Cupis
1553–1585: Niccolò Caetani
Podobnie jak w przypadku Anglii, po zwycięstwie reformacji w Szkocji i egzekucji ostatniej katolickiej królowej Szkocji Marii I Stuart papieże nadal wyznaczali „protektorów królestwa Szkocji”, którzy jednak nie mieli żadnych politycznych związków z tym krajem i z tej racji nie zalicza się ich do „protektorów Koron”.

### Protektorzy królestwa Danii
1513–1516: Marco Vigerio della Rovere
1516–1531: Lorenzo Pucci

## Kardynałowie protektorzy Koron w XVIII-XIX wieku

### Protektoraty cesarskie
W XVIII wieku cesarze teoretycznie nadal wyznaczali oddzielnego protektora dla Rzeszy Niemieckiej i oddzielnego dla swych dziedzicznych ziem, w praktyce jednak od 1682 oba te urzędy były połączone unią personalną i w XVIII wieku były sprawowane zawsze przez tę samą osobę. Po upadku Cesarstwa obydwa protektoraty zostały skasowane, jednak w XIX wieku dwukrotnie doszło do krótkotrwałego odnowienia protektoratu Austrii w kurii.
W latach 1720–1735 pod władzą Habsburgów austriackich znalazły się także królestwa Sycylii i Neapolu. Mianowany w 1720 protektor Sycylii może być także uważany za protektora „cesarskiego”.

#### Protektorzy Rzeszy Niemieckiej
1702–1707: Leopold von Kollonitsch
1707–1712: Johann Philipp von Lamberg
1712–1725: Christian von Sachsen-Zeitz
1726–1738: Wolfgang von Schrattenbach
1738–1751: Sigismund von Kollonitz
1751–1758: Ferdinand Julius von Troyer
1765–1779: Alessandro Albani
1779–1804: František Herczan

#### Protektorzy Austrii
1702–1707: Leopold von Kollonitsch
1707–1712: Johann Philipp von Lamberg
1712–1725: Christian von Sachsen-Zeitz
1726–1738: Wolfgang von Schrattenbach
1738–1751: Sigismund von Kollonitsch
1751–1758: Ferdinand Julius von Troyer
1765–1779: Alessandro Albani
1779–1804: František Herczan
1824–1834: Giuseppe Albani
1858–1867: Pietro Silvestri

#### Protektorzy królestwa Sycylii (pod panowaniem Austrii)
1720–1725: Francesco del Giudice

### Protektorzy królestwa Hiszpanii
Rządzący od 1701 królowie z dynastii Burbonów zrezygnowali z wyznaczania oddzielnych protektorów dla poszczególnych części składowych swego imperium. Jedynym wyjątkiem było utracone w 1713 królestwo Sycylii, ale tylko w okresie krótkotrwałego odzyskania wyspy przez Hiszpanię (1718–1720).
Po 1760 królowie Hiszpanii w ogóle zaprzestali wyznaczania swych protektorów w kurii.
1706–1708: Francesco del Giudice
1708–1725: Francesco Acquaviva d’Aragona
1726–1743: Luis Antonio Belluga y Moncada
1743–1747: Troiano Acquaviva d’Aragona
1747–1760: Joaquín Fernández de Portocarrero

#### Protektorzy królestwa Sycylii (pod okupacją Hiszpanii)
1718–1720: Francesco Acquaviva d’Aragona

### Protektorzy królestwa Francji
1702–1709: Francesco Maria de’Medici
1709–1740: Pietro Ottoboni
1758–1765: Prospero Colonna di Sciarra
1769–1792: François-Joachim de Pierre de Bernis

### Protektorzy królestwa Portugalii
1714–1721: Michelangelo Conti
1739–1770: Neri Maria Corsini
1859–1884: Camillo di Pietro
1887–1888: Włodzimierz Czacki
1891–1910: Vincenzo Vannutelli

### Protektorzy królestwa Polski
1712–1751: Annibale Albani
1751–1795: Giovanni Francesco Albani

### Protektorzy królestwa Sardynii
1727–1779: Alessandro Albani
1818?–1834: Giuseppe Albani
1835–1853: Luigi Lambruschini

### Protektorzy królestwa Obojga Sycylii
1748–1789: Domenico Orsini d’Aragona
1799–1806: Fabrizio Dionigi Ruffo